# پنیر گوسفندی

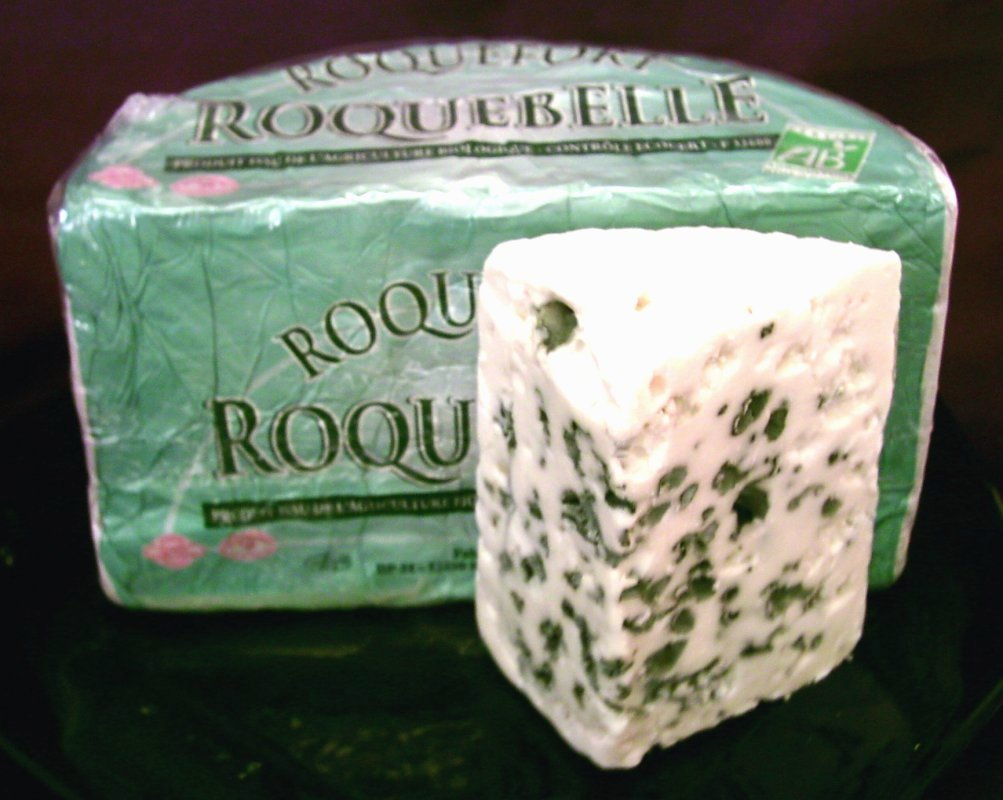
روکفور

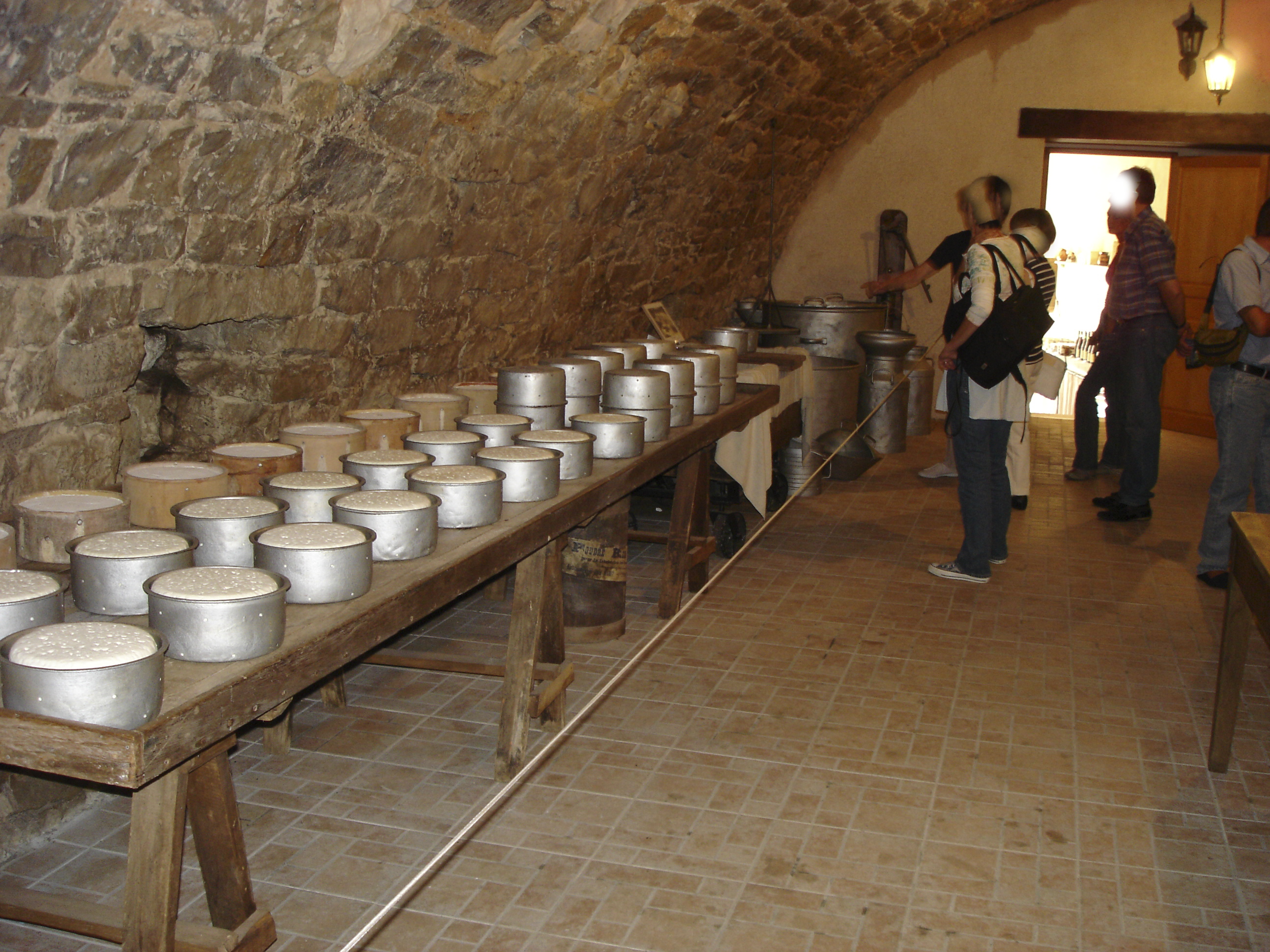
موزه سنن کرنوس (Aveyron). لبنیات روکفور.

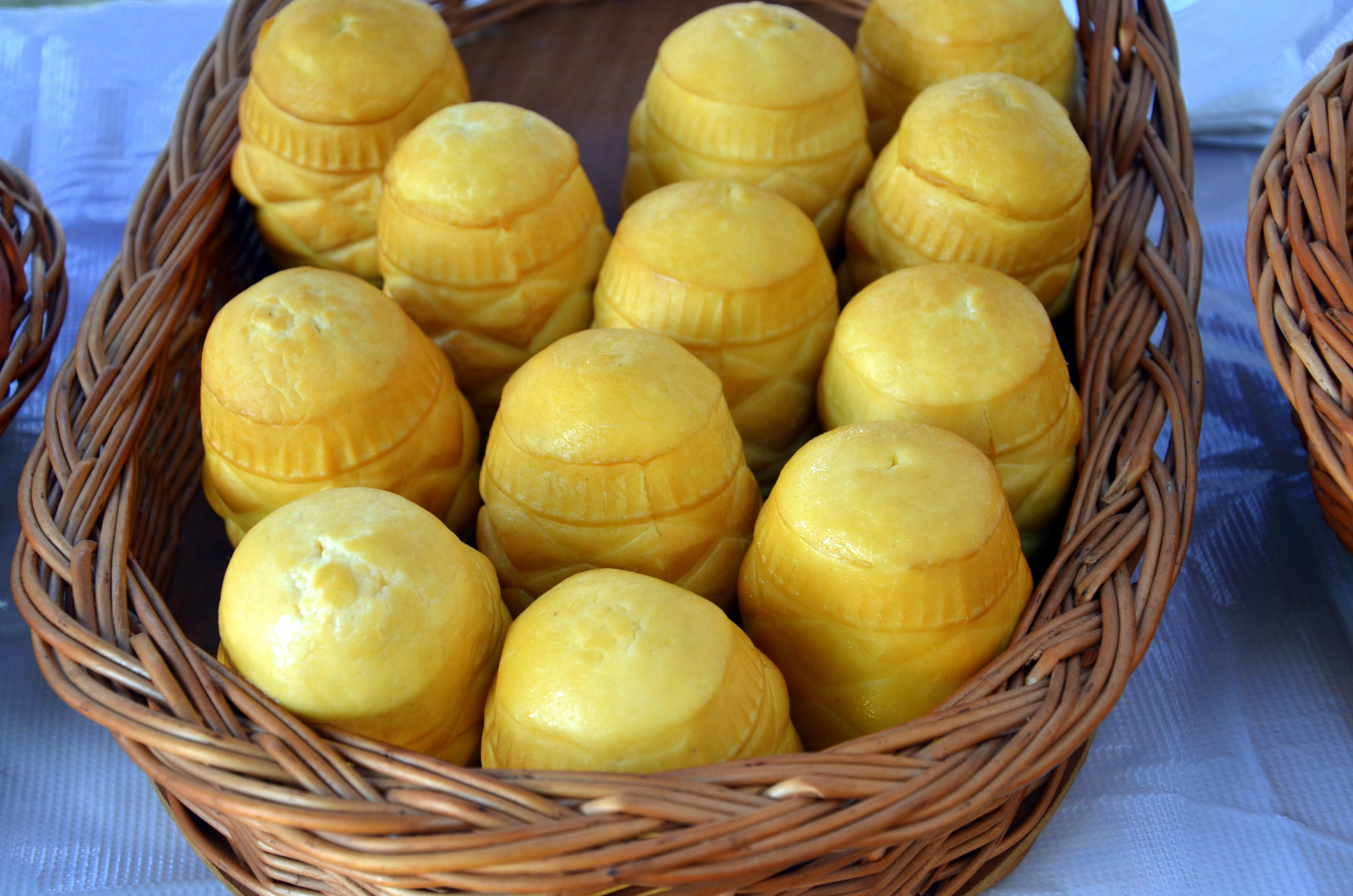
پنیر تهیه شده از شیر گوسفند از لهستان

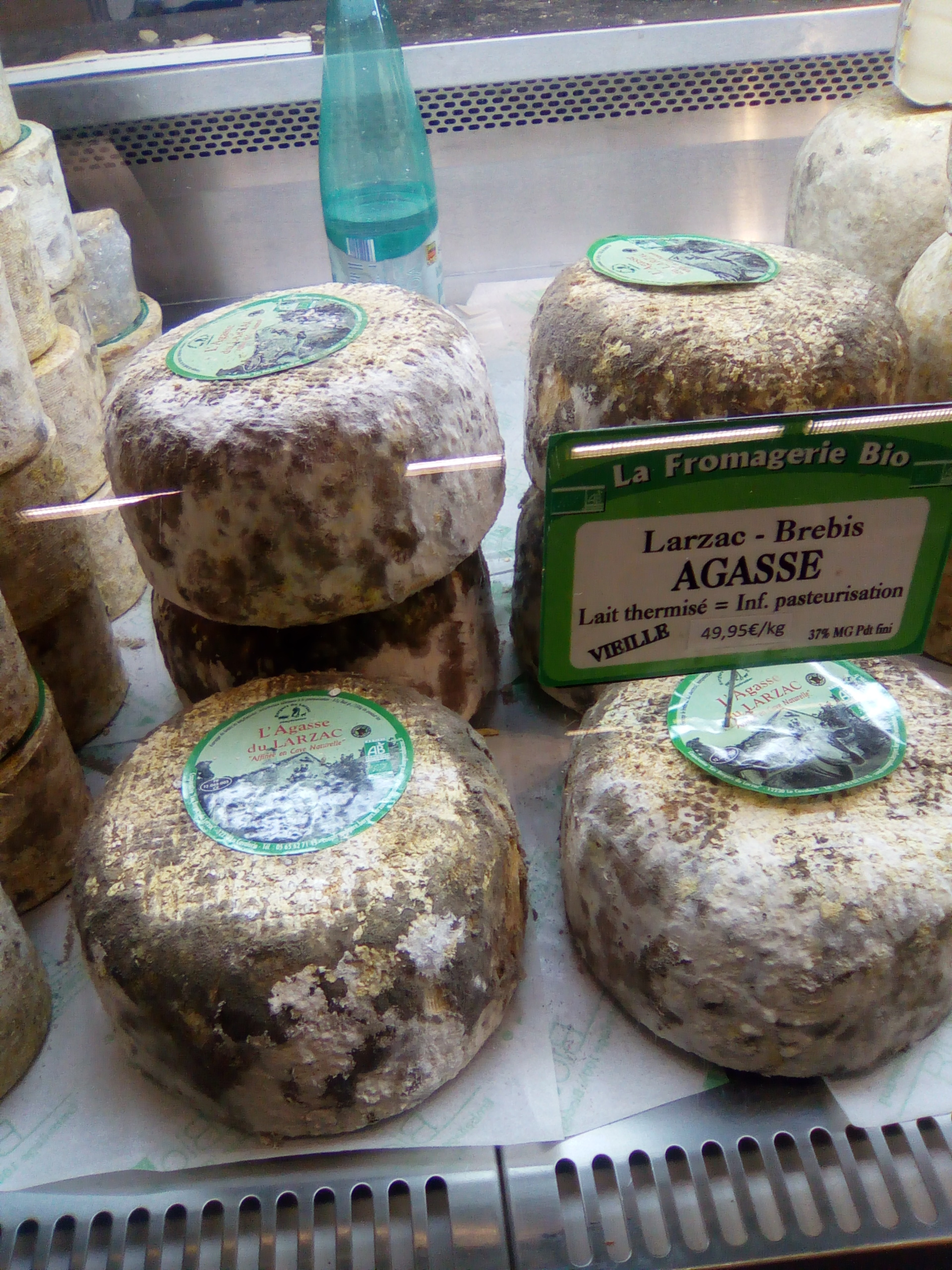
پنیر گوسفندی از فرانسه.

پنیر گوسفندی پنیری است که از شیر گوسفند تهیه شده‌است. پنیرهای شناخته شده ساخته شده از شیر گوسفند شامل پنیر لیقوان از ایران، پنیر فتای یونانی، روکفور فرانسوی، مانچگو از اسپانیا و پکورینو رومانو و ریکوتا از ایتالیا است. ماست، به ویژه برخی از انواع ماست‌های چکیده نیز ممکن است از شیر گوسفند تهیه شود.

## تغذیه و تولید

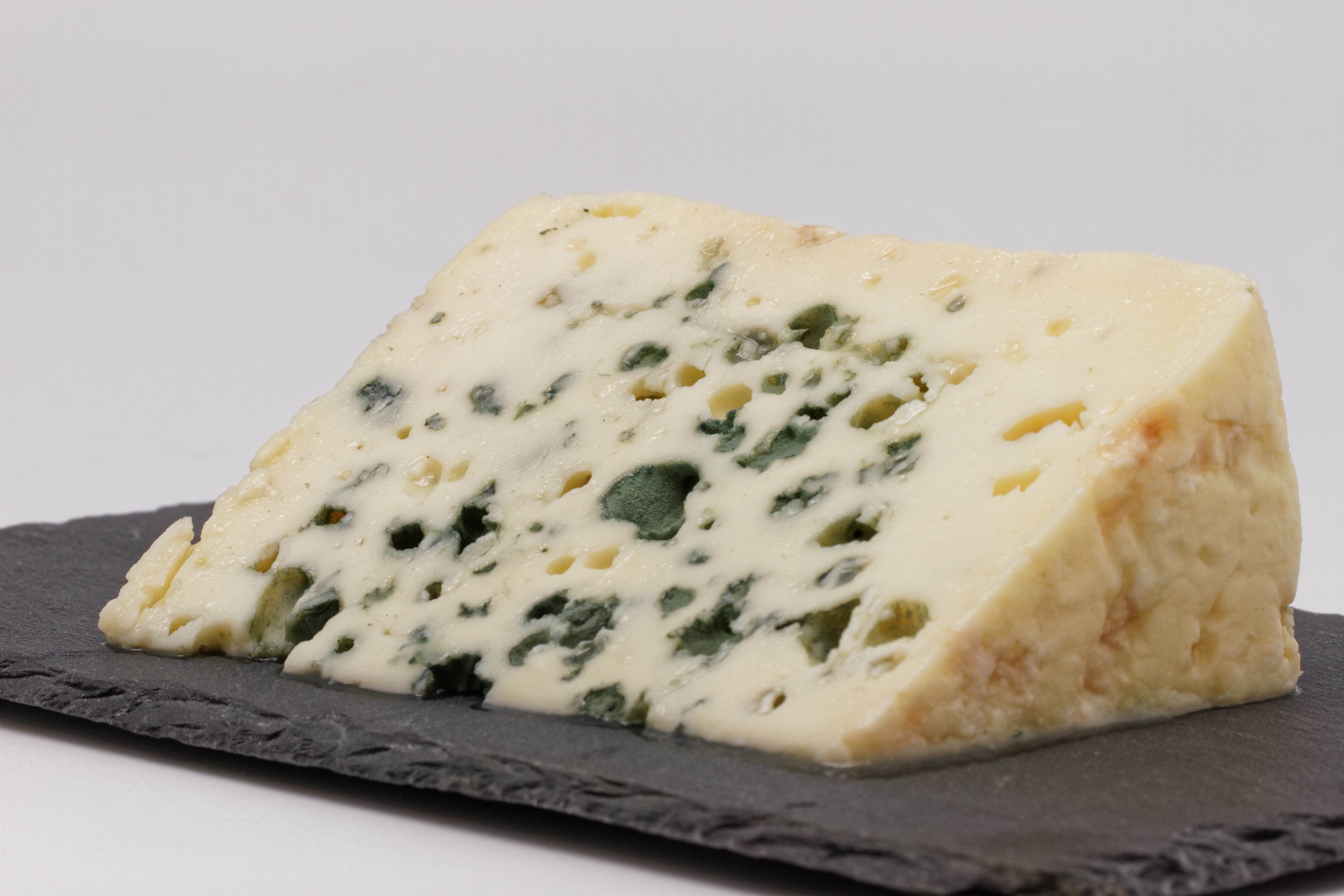
پنیر گوسفندی

گوسفندها فقط دو تا نوک پستان دارند، و حجم بسیار کمتری شیر نسبت به گاوها تولید می‌کنند.  با این وجود، از آنجا که شیر گوسفند حاوی چربی، مواد جامد و مواد معدنی بیشتری نسبت به شیر گاو است، برای فرایند تهیه پنیر ایده‌آل است. همچنین به دلیل دارا بودن کلسیم بسیار بیشتر در برابر آلودگی در هنگام سرد شدن مقاومت می‌کند.  شیر گوسفند حاوی ۴٫۸ درصد لاکتوز، بیشتر از لاکتوز شیر گاو، است و بنابراین برای افرادی که قادر به تحمل لاکتوز نیستند جایگزین مناسبی نیست.
گرچه شیر گوسفند ممکن است به شکل تازه نوشیده شود، امروزه از آن بیشتر در ساخت پنیر و ماست استفاده می‌شود. پنیرهای شناخته شده ساخته شده از شیر گوسفند شامل فتا از بلغارستان و یونان، روکفور فرانسه، Manchego از اسپانیا، پکورینو رومانو (به ایتالیایی pecore واژه‌ای برای گوسفند است) و ریکوتا از ایتالیا است. ماست، به ویژه برخی از انواع ماست‌های چکیده، ممکن است از شیر گوسفند نیز تهیه شود. بسیاری از این محصولات امروزه اغلب با شیر گاو تهیه می‌شوند، به خصوص هنگامی که در بیرون از کشور مبدأ آنها تولید می‌شود. بین ۲ ماه تا دو سال طول می‌کشد تا پنیرها به‌طور کامل برسند.

## بر اساس کشور

### فرانسه
پنیرهای شیر گوسفند فرانسوی عبارت‌اند از: Abbaye de Bellocq , Brique , Berger de Rocastin, Brebicet, Le Claousou, Lévejac, Valdeblore، روکفور،  Ardi-gasna, Agour , Osau -Iraty , Brocciu , آسکو، برین دامور، فیصل، فلور د مایکی، یک فیلتا، و نیولو. 

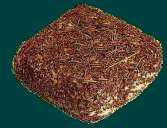
برین دی امور
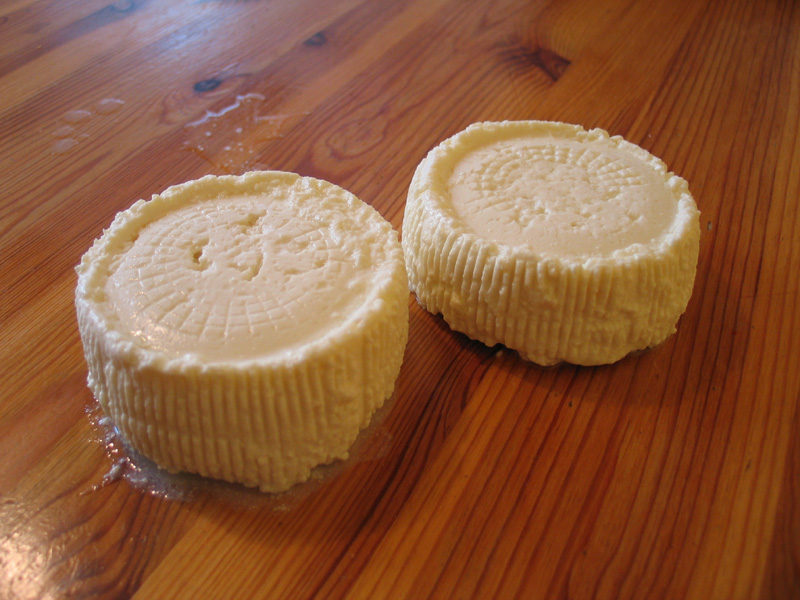
بروکیو
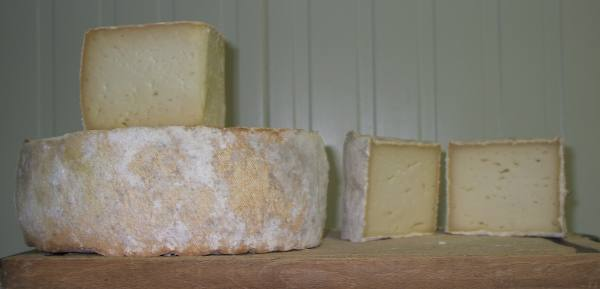
لویجاک
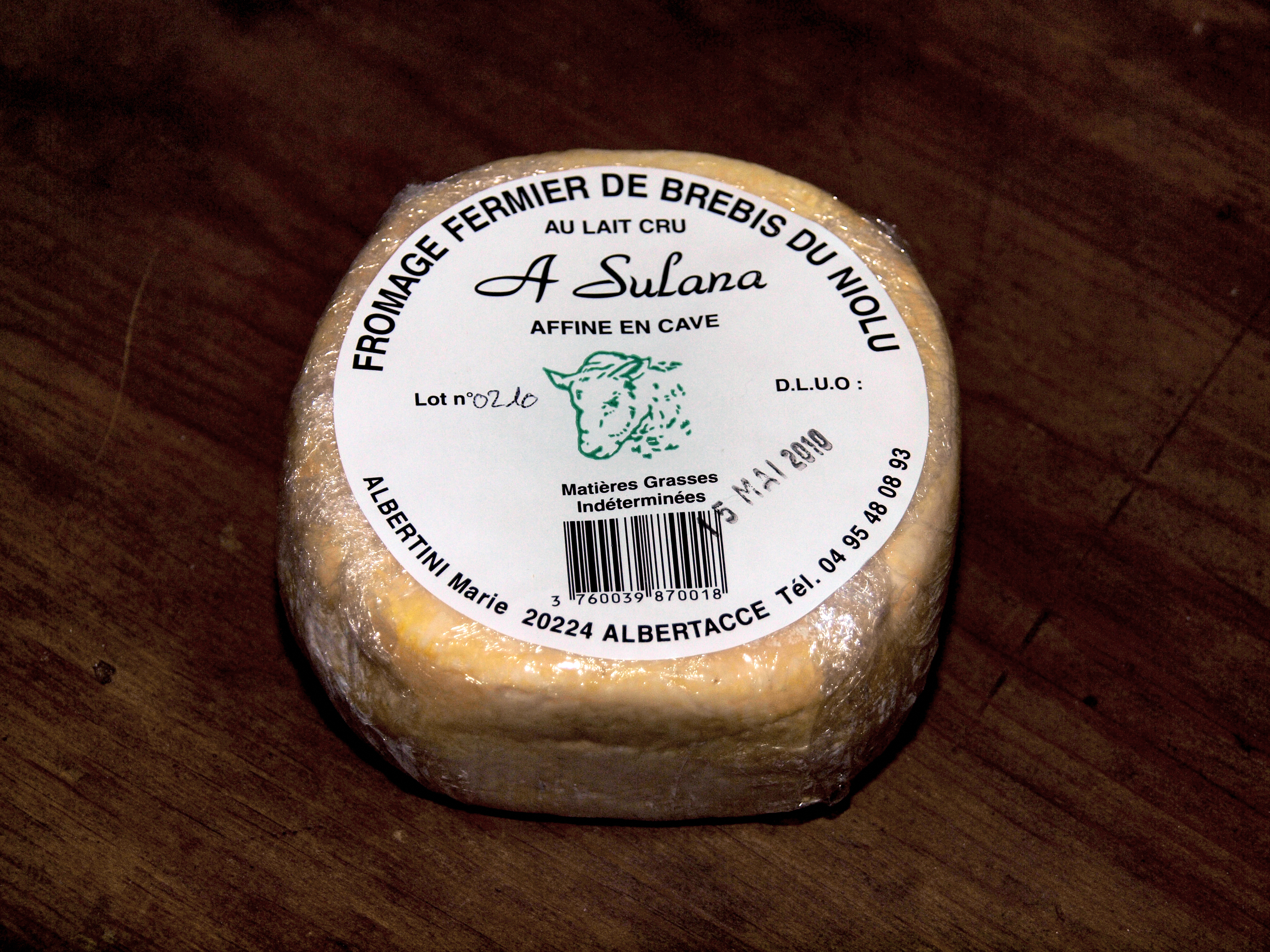
نیولو

### یونان
پنیرهای شیر گوسفند یونانی شامل فتا و هالومی است . 

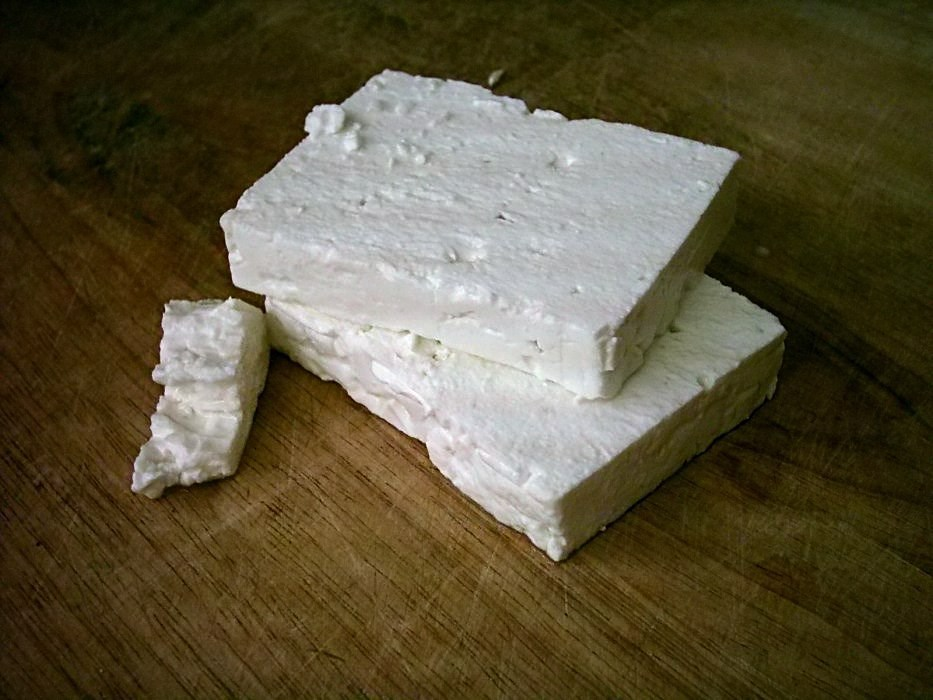
فتا

### ایتالیا
پنیرهای شیر گوسفندی ایتالیایی شامل پکورینو رومانو، پکورینو ساردو، پکورینو سیسیلیانو، پکورینو، پکورینو توسکانو و ریکوتا است . 

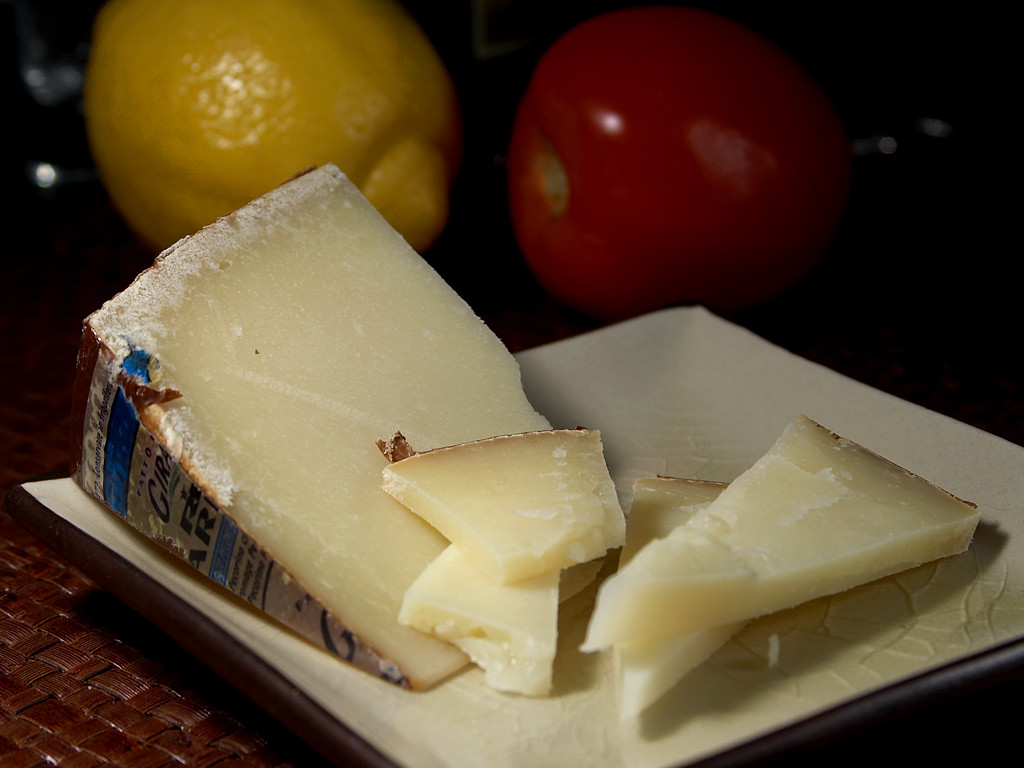
پکورینو ساردو
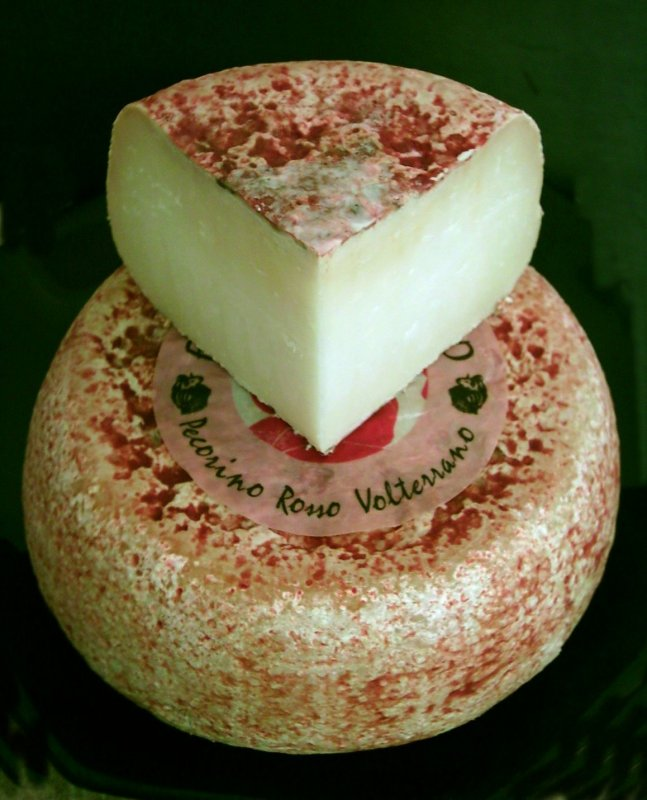
پکورینو توسکانو
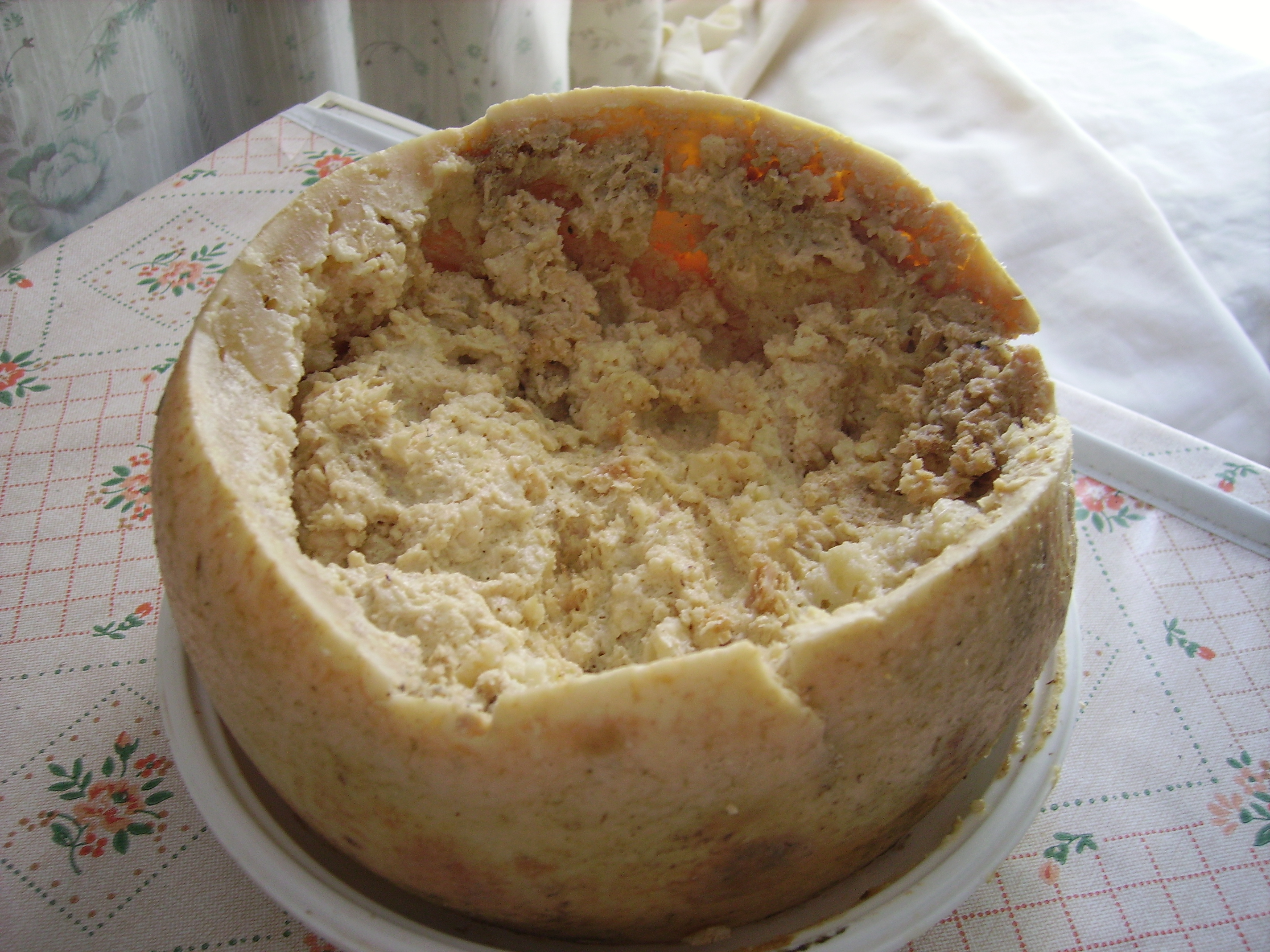
Casu marzu نوعی پنیر شیر گوسفند ساردینی است که حاوی لارو حشرات زنده است.

### کرواسی
پنیرهای شیر گوسفند کرواتی شامل پنیر پاگ و اویدور است. 

پنیر پاگ ، پنیر شیر گوسفندی کاملاً طعم‌دار و دارای طعم خاصی است که از جزیره آدریاتیک پاگ سرچشمه گرفته‌استپنیر پاگ ، پنیر شیر گوسفندی کاملاً طعم‌دار و دارای طعم خاصی است که از جزیره آدریاتیک پاگ سرچشمه گرفته‌است

### لهستان
پنیر گوسفندی لهستانی از شیر ترش شده شامل oscypek و bryndza . 

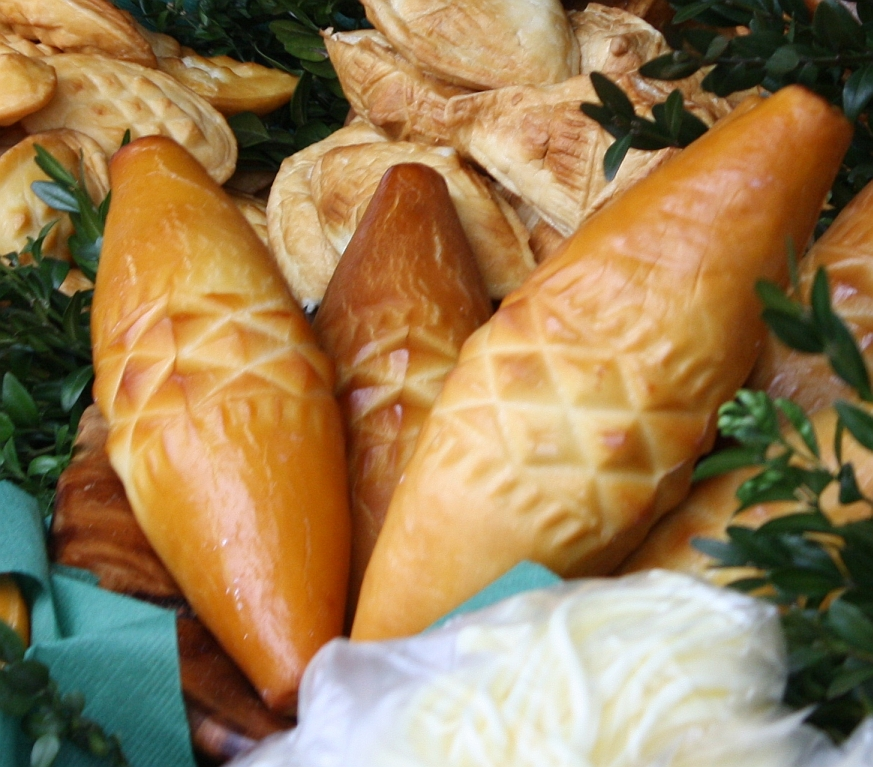
پنیر Oscypek.
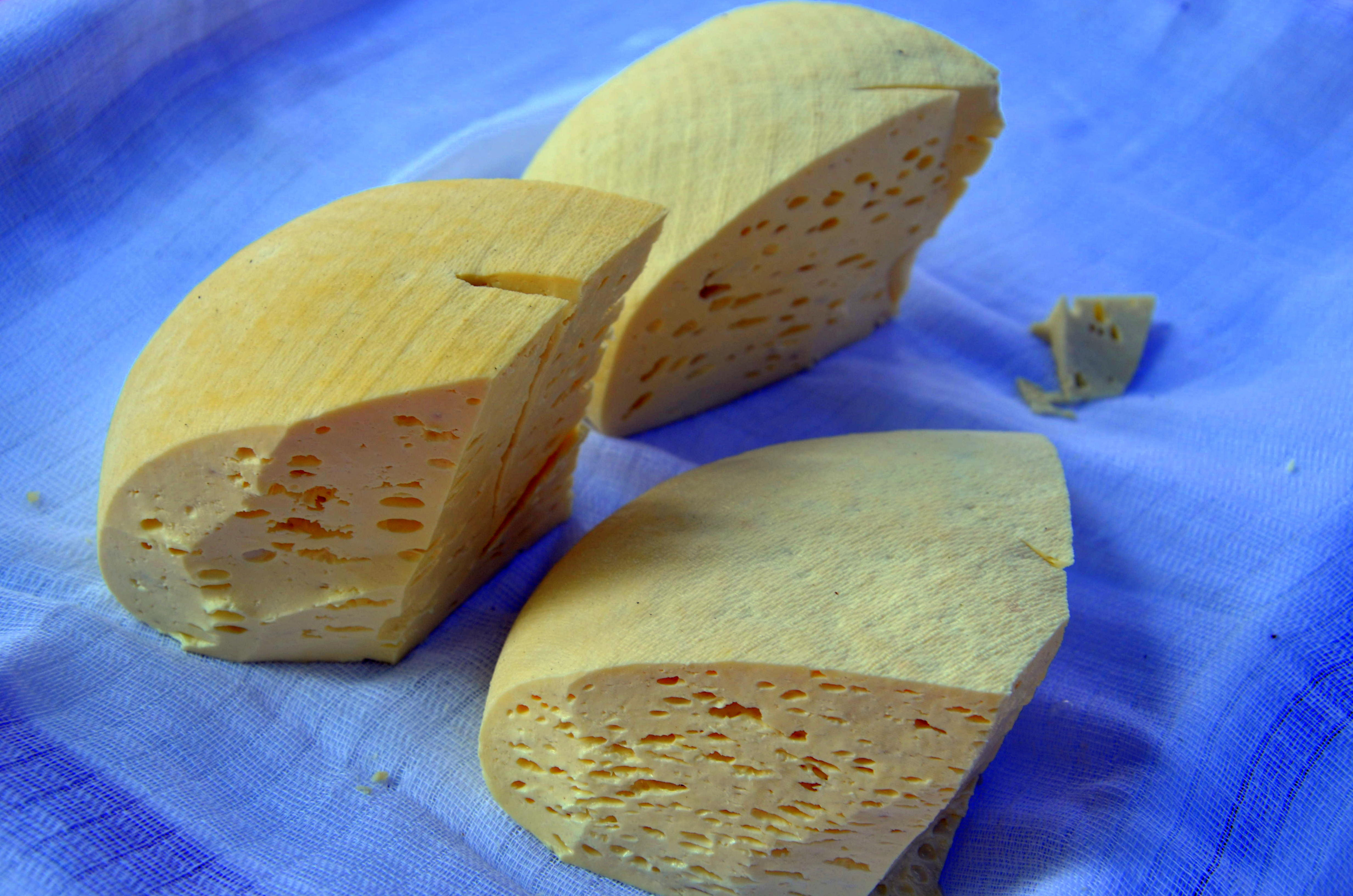
پنیرهای شیر گوسفندی صنعتگران از بازار محلی در لهستان

### کشور پرتغال
پنیرهای شیر گوسفند پرتغالی شامل Castelo Branco , Azeitão , Rabaçal , Saloio, Serpa و Serra می‌شوند.

### اسپانیا
در اسپانیا Roncal است، ساخته شده در دره Roncal، و با نام ثبت شده از مبدأ (PDO) محافظت می‌شود. پنیرهای دیگر اسپانیا عبارت‌اند از تورتا دل کاسار و مانچگو . 

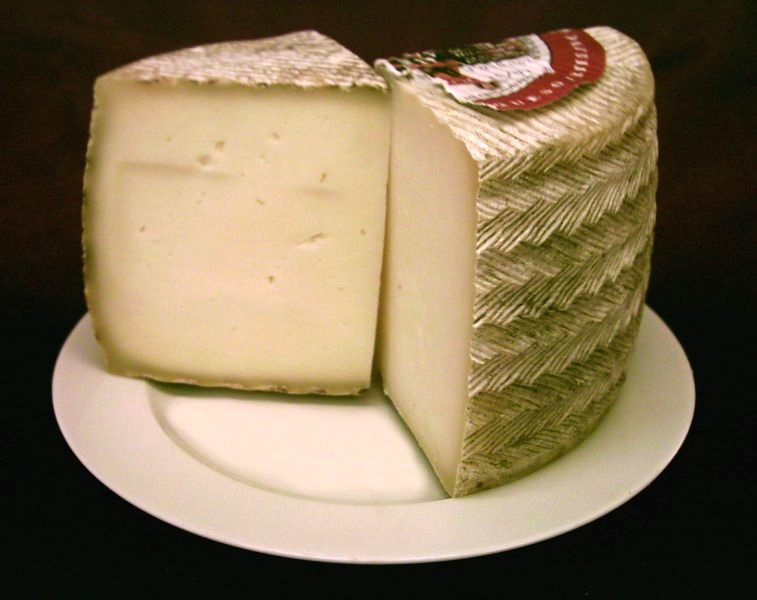
مانچگو
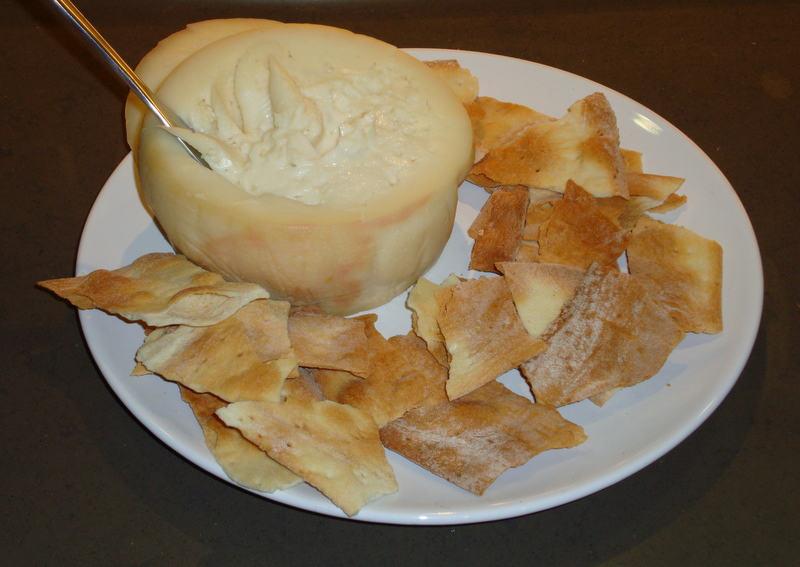
تورتا دل کاسار که با بیسکویت سرو می‌شود